# Joseph Wallach
Joseph "Joe" Wallach (Nova Iorque,10 de setembro de 1923) é um empresário americano, executivo e escritor de transmissão televisiva que desempenhou importante papel na história da Rede Globo de Televisão.
Chegou à TV Globo em 1965, enviado pela Time-Life para supervisionar o investimento de seis milhões de dólares realizado na emissora recém-fundada. Alvo de uma CPI, a Time-Life findou sua parceria com a Globo em 1971, mas Wallach adquiriu cidadania brasileira e continuou no país até a década de 1980.
Em 1985, Wallach, juntamente com Saul Steinberg e Henry Silverman, do Reliance Capital Group L. P., fundaram a Telemundo, que hoje é a segunda maior rede de televisão em espanhol nos Estados Unidos.

## Início da carreira
Wallach frequentou a Universidade de Boston para estudos de pós-graduação em negócios, depois de receber um BBA da City College of New York. Ele serviu como 1º tenente na infantaria do exército dos EUA na Segunda Guerra Mundial na Europa. A carreira de Wallach em radiodifusão começou em 1960 como gerente de negócios e, em seguida, gerente geral da estação de televisão KOGO-TV, de San Diego, de propriedade da Time-Life Broadcast Corporation de 1962 a 1970. Em 1965, Wallach mudou-se para o Brasil para supervisionar outro empreendimento da Time-Life, a TV Globo, no Rio de Janeiro. Sob a orientação de Wallach, em 1980, a TV Globo passou a dominar o mercado brasileiro e se tornou a quarta maior rede do mundo, com 31 afiliadas e programas fornecidos a 80 países. Wallach tornou-se cidadão brasileiro em 1971.

## Telemundo
Em 1985, Wallach obteve a opção de comprar o canal de televisão 52 em Los Angeles com um plano de transformar a estação em um canal em espanhol. Ele garantiu a Reliance como principal acionista das ações e comprou o canal 52 através da Estrella Communications. Como gerente geral, ele contratou Paul Niedermeyer como gerente assistente e Frank Cruz como diretor de assuntos públicos. O KVEA foi lançado em novembro de 1985 e em seis meses capturou 40% do mercado de televisão espanhol de Los Angeles. Em 1986, a Reliance adquiriu canais de televisão em vários outros mercados para criar uma rede em espanhol. Wallach e sua equipe deram o nome de "Telemundo". Wallach administrou a Rede Telemundo até sua saída em março de 1987.

## Pós-Telemundo
Depois de deixar a Telemundo em 1987, Wallach foi consultor da rede italiana Tele Monte Carlo, de propriedade da TV Globo. Em 1991, Wallach fundou a Globosat, o serviço de transmissão via satélite com sede no Rio de Janeiro. Como presidente da Globosat, lançou e operou o primeiro sistema de transmissão DBS de 4 canais para televisão paga, cobrindo o Brasil.

## Casamento
Em 1990, Wallach casou-se com Doreen Toll em Bel Air, Califórnia.

## Trabalhos publicados
Wallach é o autor do livro autobiográfico, My Chapter in TV Globo (Meu Capítulo na TV Globo), publicado pela Top Books, Rio de Janeiro, 2011.